# Ted Neeley
Teddie Joe Neeley, detto Ted (Ranger, 20 settembre 1943), è un attore, cantante, batterista e compositore statunitense.
È celebre per aver interpretato Gesù nel film Jesus Christ Superstar, trasposizione cinematografica del musical omonimo di Tim Rice e Andrew Lloyd Webber.

## Biografia
Neeley firmò il suo primo contratto discografico nel 1965, all'età di 22 anni, con la Capitol Records. Con il suo gruppo, The Neeley Teddy Five, registrò un album intitolato Teddy Neeley. Nel 1969 Neeley ha interpretato il ruolo principale di Claude in Hair nelle produzioni di New York e Los Angeles.
Il suo lavoro con il regista Tom O'Horgan lo portò ad essere chiamato quando O'Horgan venne assunto per la messa in scena di Jesus Christ Superstar a Broadway. Curiosamente Neeley fece il provino per il ruolo di Giuda, assegnato invece a Ben Vereen, così Neeley firmò per il coro e divenne anche il sostituto per la parte di Gesù. Questa particolare occasione lo portò ad assumere il ruolo titolare nella versione di Los Angeles (che andò in scena all'Universal Amphitheatre), dopo aver ricevuto una standing ovation durante una precedente performance nel tour.
Anche il suo amico Carl Anderson era nel cast come sostituto di Giuda. Interpretò anche il ruolo di protagonista nel musical rock Tommy a Los Angeles, che a sua volta lo portò a riprendere il ruolo di protagonista nella versione cinematografica di Jesus Christ Superstar diretta da Norman Jewison, accanto ad Anderson, come Giuda.
Dal 2014 torna a interpretare Gesù nella versione teatrale del musical portata in vari teatri italiani.

## Discografia parziale

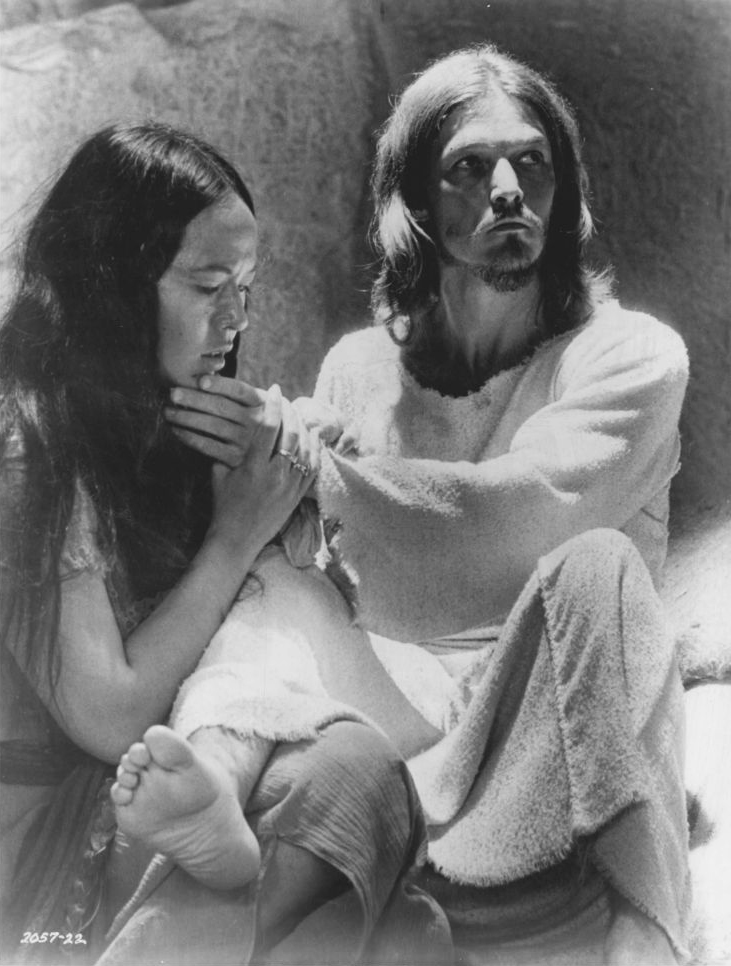
Ted Neeley nel ruolo di Gesù e Yvonne Elliman in quello di Maria Maddalena in una fotografia pubblicitaria di Jesus Christ Superstar.

### Album studio
- 1966 - Teddy Neeley
- 1973 - 1974 A.D.
- 1975 - Ted Neeley/1975 d. J.C.

## Filmografia parziale

### Attore

#### Cinema
- Punto zero (Vanishing Point), regia di Richard C. Sarafian (1971)
- Jesus Christ Superstar, regia di Norman Jewison (1973)
- The Shadow of Chikara, regia di Earl E. Smith (1977)
- Una coppia perfetta (A Perfect Couple), regia di Robert Altman (1979)
- Paese selvaggio (Hard Country), regia di David Greene (1981)
- Django Unchained, regia di Quentin Tarantino (2012)
- Alleluia! The Devil's Carnival, regia di Darren Lynn Bousman (2016)

#### Televisione
- Visions - serie TV, episodio Scenes from the Middle Class (1976)
- McLaren's Riders, regia di Lee H. Katzin (1977) - film TV
- Rolling Stone Magazine: The 10th Anniversary (1977) - documentario TV
- L'uomo di Atlantide (Man from Atlantis) - serie TV, 2 episodi (1977-1978)
- Starsky & Hutch - serie TV, episodio Targets Without a Badge: Part 1 (1979)
- Uomini e topi (Of Mice and Men), regia di Reza Badiyi (1981) - film TV
- Tucker's Witch - serie TV, episodio Rock Is a Hard Place (1983)
- Riptide - serie TV, episodio Wipe Out (1985)

### Doppiatore
- Dead Ringer, regia di Allan F. Nicholls (1981)